# 삼육서울병원
삼육서울병원은 서울특별시 동대문구 망우로 82 (휘경동)에 위치한 민간 종합병원이다.

## 역사
미국 제7일 안식일 예수재림교의 의료 선교사인 노설(Russell Riley) 박사에 의해 1908년 9월 24일 평안남도 순안에서 순안병원이란 이름으로 설립되었다.
연혁
- 1908년 순안병원으로 설립
- 1932년 순안병원에서 경성요양의원으로 변경
- 1936년 경성요양의원에서 경성요양원으로 변경
- 1947년 경성요양원에서 서울위생병원으로 변경
- 2009년 서울위생병원에서 삼육서울병원으로 변경

## 같이 보기
- 대한민국의 병원 목록
- 삼육대학교
- 삼육식품